# Eriozona
Eriozona is een geslacht uit de familie van de zweefvliegen (Syrphidae).

## Soorten
- Eriozona catalina (Curran, 1930)
- Eriozona erratica (Linnaeus, 1758)
- Eriozona laxa (Osten Sacken, 1875)
- Eriozona syrphoides (Fallen, 1817) - bontzweefvlieg